# Jariw Horowic
Yariv Horowitz (hebr. יריב הורוביץ, ur. 25 sierpnia 1971 w Pardes Channa-Karkur) – izraelski reżyser i scenarzysta.

## Kariera
Urodził się w 1971 w Pardes Channa-Karkur w na północy Izraela. Jest synem dramaturga Danny'ego Horowitza. Przez trzy lata studiował w Paryżu. Po powrocie do ojczyzny studiował sztukę filmową. Po powołaniu do armii był fotografem, reżyserem i montażystą. Po przejściu do rezerwy pracował przy produkcjach telewizyjnych. W 2012 roku wybrano go na przewodniczącego Gildii Reżyserów Izraelskich. Pierwszym pełnometrażowym filmem fabularnym nakręconym przez Horowitza był Rock the Casbah z 2012. Obraz zrealizowano w koprodukcji izraelsko-francuskiej.